# Kids (Robbie Williams e Kylie Minogue)
Kids è un singolo dei cantanti Robbie Williams e Kylie Minogue, pubblicato il 9 ottobre 2000 come secondo estratto dal terzo album in studio di Williams Sing When You're Winning. È compreso anche nel settimo album di Kylie Minogue Light Years.

## Descrizione
Il brano contiene un campionamento del brano Give Me Your Love delle Sisters Love. Williams e Guy Chambers scrissero il testo del brano, che decisero sarebbe stato l'ideale per un duetto, che si decise di fare con Kylie Minogue. Esistono due versioni del singolo, una delle quali (pubblicata anche in Italia) comprende una parte finale rappata dallo stesso Williams, dall'alto contenuto erotico.

## Video musicale
Il video del brano è stato diretto da Simon Hilton e contiene diversi riferimenti al film Grease, in particolare nella coreografia tra i due interpreti.

## Tracce
UK CD1
1. Kids – 4:44
2. John's Gay – 3:40
3. Often – 2:46
4. Kids (Enhanced Video)

UK CD2
1. Kids – 4:44
2. Karaoke Star – 4:10
3. Kill Me Or Cure Me – 2:14
4. Kids (Enhanced Video)

International CD1
1. Kids (Radio Edit) – 4:20
2. John's Gay – 3:40
3. Often – 2:46
4. Kids (Enhanced Video)

International CD2
1. Kids – 4:44
2. Karaoke Star – 4:10
3. Kill Me Or Cure Me – 2:14
4. Kids (Enhanced Video)

## Classifiche
| Classifica (2000) | Posizione massima |
| ----------------- | ----------------- |
| Australia         | 14                |
| Belgio (Fiandre)  | 38                |
| Belgio (Vallonia) | 60                |
| Germania          | 47                |
| Irlanda           | 9                 |
| Italia            | 29                |
| Nuova Zelanda     | 5                 |
| Paesi Bassi       | 24                |
| Regno Unito       | 2                 |
| Svezia            | 31                |
| Svizzera          | 35                |